# Münchner Gasanstalt

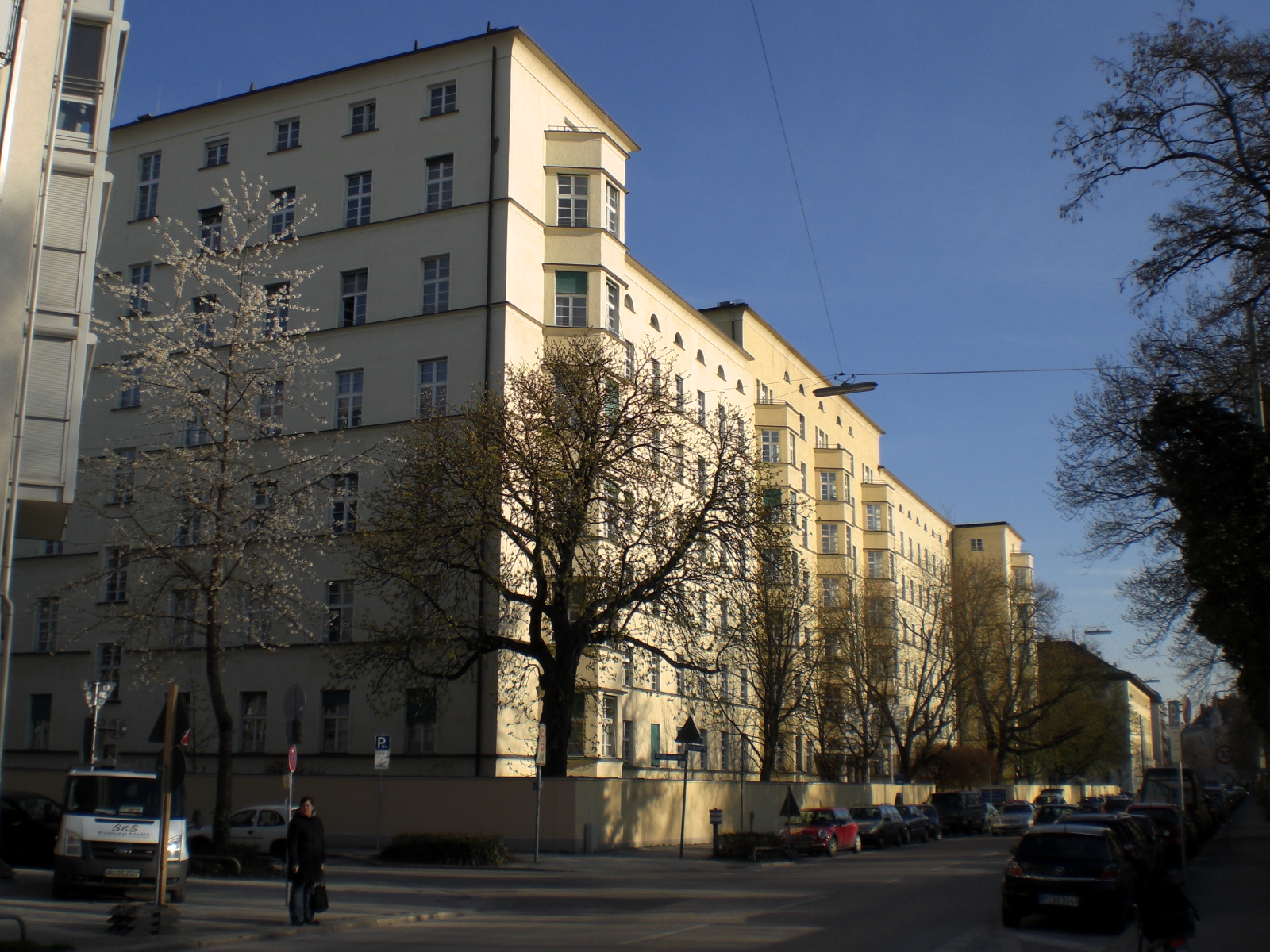
Die von 1926 bis 1928 an der Stelle der Gasanstalt errichtete Dermatologische Klinik

Die bereits seit 1828 diskutierte und seit 1839 geplante erste Münchner Gasanstalt oder Gasbeleuchtungsanstalt wurde auf Grund des sogenannten Gasvertrags zwischen dem Bankier Christian Kohler aus Genf (Fa. Kohler und Comp.) und der Stadt München im Jahr 1848 an der Thalkirchner Straße 34–42 (jetzt 48, nördlich der heutigen Einmündung der Waltherstraße) in München errichtet. Ziel war es, die ineffektive Ölbeleuchtung in der Stadt durch das hellere Gaslicht zu ersetzen.

## Anlage
Die Anlage bestand  aus dem Gasometer, zwei Ofenhallen, einem Reinigungshaus und einem 120 Fuß hohen achteckigen Schornstein; 1860 und 1863 wurde je ein weiterer achtseitiger Gasbehälter (mit flachem Kegeldach) angebaut. Der Vertrag wurde zunächst auf 25 Jahre geschlossen, aber 1863 um weitere 36 Jahre verlängert. Die Anstalt wies damals drei Gasometer auf. Ab 1881 wurde das zweite Münchner Gaswerk am Kirchstein in Steinhausen errichtet. Das Gaswerk an der Thalkirchner Straße stellte seinen Betrieb im Juni 1909 ein. Es wurde 1910 abgebrochen. Nach der Aufgabe der Gasanstalt wurde auf dem Gelände die städtische Dermatologische Klinik errichtet, der später auch die Dermatologie des Innenstadtklinikums der LMU angeschlossen wurde.

## Entwicklung der Gasbeleuchtung in München
Zehn Jahre nach Vertragsschluss waren in der Stadt 1260 Gaslaternen in Betrieb; dafür wurden 106.197 Zentner Kohle zu Gas verarbeitet. Mit dem Aufkommen der elektrischen Beleuchtung erwies sich der Vertrag für die Stadt als zunehmend hinderlich. Ein Schiedsgerichtsverfahren über die Einführung elektrischer Beleuchtung ging 1885 für die Stadt negativ aus. Damit  blieb die Stadt bis 1899 an die Gasbeleuchtung gebunden. In diesem Jahr lief der Vertrag aus, der Gasbeleuchtungsgesellschaft ging es an die Existenz. Der damalige Zweite Bürgermeister der Landeshauptstadt, Wilhelm von Borscht, riet, auf die vorgeschlagene Preissenkung nicht einzugehen; am 9. Mai 1891 wurde ein Ablösevertrag geschlossen.

## Chronologie der Münchner Gaswerke
- 1848: Gasanstalt Thalkirchner Straße, stillgelegt 1909, durch Klinik überbaut ab 1926
- 1881: Gaswerk am Kirchstein, in Betrieb ab 1883, stillgelegt 1927, Abbruch nach Kriegsschäden 1943, seit 1953 Omnibusbetriebshof
- 1906: Gaswerk Moosach, Produktion ab 1909 bis 1967, danach bis auf Zählerhalle und Wasserturm abgebaut